# 피진어
피진어(Pijin)는 솔로몬 제도에서 쓰는 영어 기반 크리올 언어이다. 파퓨아 뉴기니의 톡 피신과 바누아투의 비슬라마와 연관되어 있으며, 셋을 같은 언어로 간주하기도 한다.

## 같이 보기
- 피진
- 크리올 (언어학)